# Orbán László (természettudományi szakíró)

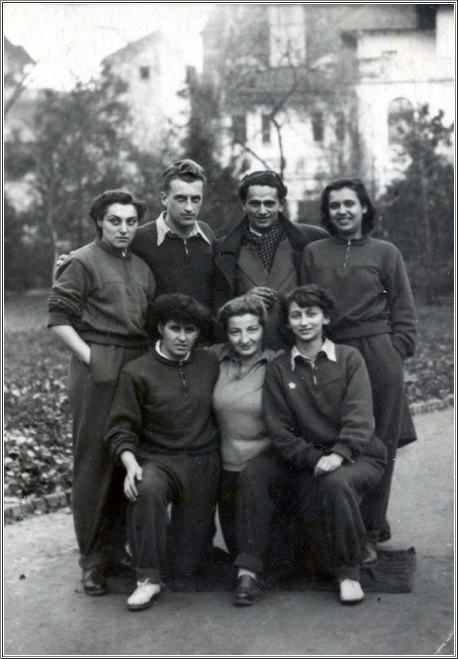
A Kolozsvári Tudomány női országos bajnok tőrcsapatával (1952). Felső sor (balról): Szaniszló Lizi, Orbán László, Potra Florian, Orb Kató. Alsó sor (balról): Zágoni Júlia, Dănilă Maria, Telegdi Márta

Orbán László István (Kolozsvár, 1930. április 17. – Balatonfűzfő, 2018. május 31.) erdélyi magyar természettudományi szakíró, tanár, vívó, országos öttusázó bajnok, Orbán Lajos fényképész fia,  Spáda János építész unokája,  Orbán Béla matematikus unokatestvére.

## Életútja
Középiskoláit szülővárosában a Piarista Gimnáziumban végezte (1949), a Bolyai Tudományegyetemen nyert matematika-fizika tanári képesítést (1953). Kezdetben a Mezőgazdasági Főiskolán (1954-70), majd nyugalomba vonulásáig különböző középiskolákban tanított.
Az 1950-es, 1960-as és 1970-es évek egyik legjelentősebb vívója nemcsak helyi (kolozsvári), hanem országos szinten is.
Geofizikai tárgyú szakközleményei magyar és román nyelven (Pap Gézával és részben másokkal közösen) az Anuarul Institutului Agronomic (Kolozsvár, 1958, 1969, 1970), a Studii de Statistică (1964) c. kötetekben, az Időjárás c. folyóiratban (Budapest, 1963) és a Buletin USACN-ban jelentek meg (1993). Közölt az Igazság folyóirat és az Előre napilap hasábjain. Társszerzője a Mezőgazdasági meteorológia (1960) c. szakmunkának.

## Tudománynépszerűsítő munkái
- Pap Géza–Orbán Lászlóː Mezőgazdasági meteorológia; Mezőgazdasági és Erdészeti Kiadó, Bukarest, 1960
- Életterünk, a légkör; Kriterion, Bukarest, 1982 (Századunk)
- A hullámok világa; Tudományos és Enciklopédiai Könyvkiadó, Bukarest, 1985